# 雷吉娜·海策尔
雷吉娜·海策尔（德語：Regine Heitzer，1944年2月16日—），奥地利女子花样滑冰运动员。她曾代表奥地利参加1960年和1964年冬季奥林匹克运动会花样滑冰比赛，其中1964年冬季奥运会获得一枚银牌。